# Kristijan Jakić
Kristijan Jakić (* 14. Mai 1997 in Split) ist ein kroatischer Fußballspieler. Der Defensivakteur steht beim Bundesligisten FC Augsburg unter Vertrag und ist A-Nationalspieler.

## Karriere

### Verein
Jakić begann das Fußballspielen als Siebenjähriger beim NK Mračaj Runović und kam über den NK Imotski im Jahr 2013 in die Jugendabteilung von RNK Split. Für dessen erste Mannschaft kam er ab der Saison 2015/16 zu ersten Profieinsätzen in der 1. HNL. In der Spielzeit 2016/17 entwickelte sich der Kroate zum Stammspieler und absolvierte 24 Ligaspiele. Anschließend wechselte er zum Ligakonkurrenten Lokomotiva Zagreb, der ihn nach nur zwei Pflichtspieleinsätzen im Februar 2018 innerhalb der Liga an den NK Istra 1961 verlieh. Nach seiner Rückkehr war Jakić bei Lokomotiva gesetzt und erreichte mit seiner Mannschaft in der Saison 2018/19 das Finale des kroatischen Pokals, das mit 0:1 gegen HNK Rijeka verloren ging. Im August 2020 wechselte er zu Dinamo Zagreb, wo er sich auch auf Anhieb als Stammkraft behaupten konnte. Mit dem kroatischen Rekordmeister gewann er in der Spielzeit das Double aus Meisterschaft und Pokal und drang in der Europa League bis ins Viertelfinale vor.
Ende August 2021 wechselte der defensive Mittelfeldspieler zunächst per Leihe mit Kaufoption für ein Jahr zum Bundesligisten Eintracht Frankfurt. Jakić wurde schnell ein wichtiger Spieler im Kader der Eintracht und von Trainer Oliver Glasner regelmäßig an der Seite von Djibril Sow im defensiven Mittelfeld aufgeboten. Als Frankfurts Kapitän Sebastian Rode zum Saisonende hin verletzungsfrei blieb, kam Jakić vermehrt als Einwechselspieler aufs Feld. Insgesamt absolvierte er in der Spielzeit 38 Pflichtspiele, wobei er beim 5:2-Heimsieg gegen Bayer 04 Leverkusen ein Tor erzielte. In der Europa League verpasste der Kroate lediglich ein Spiel aufgrund einer Gelbsperre und stieß mit seiner Mannschaft als Gruppenerster nach Siegen in der K.o.-Runde gegen Betis Sevilla, den FC Barcelona und West Ham United bis ins Finale vor. Dort wurde Jakić im Mai 2022 gegen die Glasgow Rangers kurz vor Beginn der Verlängerung eingewechselt und gewann mit der Eintracht im Elfmeterschießen den Titel. Zur Saison 2022/23 wurde er fest verpflichtet und mit einem Vertrag bis zum 30. Juni 2026 ausgestattet. Aufgrund des Abgangs von Filip Kostić und einer damit verbundenen Systemumstellung auf Viererkette wurde Jakić zu Beginn der Spielzeit 2022/23 von Oliver Glasner als Rechtsverteidiger aufgeboten und rückte im Verlauf der Hinrunde als Stammspieler ins Abwehrzentrum.
In der darauf folgenden Saison 2023/24 kam Jakić unter dem neuen Cheftrainer Dino Toppmöller aufgrund von Verletzungsproblemen selten zum Einsatz. Er absolvierte bis zur Winterpause lediglich vier Ligaspiele, wobei er dreimal ein- und einmal ausgewechselt wurde. Daraufhin wechselte er im Januar 2024 zunächst auf Leihbasis bis Saisonende zum FC Augsburg. Im Anschluss besaßen die Fuggerstädter eine Kaufoption. Unter Jess Thorup war Jakić Stammspieler und absolvierte 14 Ligaspiele, wobei er 13-mal in der Startelf stand und zwei Tore erzielte. Zur Saison 2024/25 wurde er schließlich fest verpflichtet und mit einem Vertrag bis zum 30. Juni 2028 ausgestattet.

### Nationalmannschaft
Jakić kam ab Februar 2015 für die kroatische U19-Auswahl zum Einsatz. Bei der U19-Europameisterschaft 2016 in Deutschland absolvierte er bei der 1:2-Niederlage gegen England ein Gruppenspiel seiner Mannschaft, die ohne Punktgewinn nach der Gruppenphase ausschied. Im April 2018 wurde er einmal in der U20-Nationalmannschaft eingesetzt.
Im Oktober 2021 debütierte er in einem WM-Qualifikationsspiel gegen Zypern in der A-Nationalmannschaft. Im November 2022 wurde Jakić in den Kader für die Weltmeisterschaft 2022 in Katar nominiert. Im Turnier kam er zu einem Kurzeinsatz im Spiel um Platz 3, das er mit seiner Mannschaft mit 2:1 gegen Marokko gewann.

## Titel
International
- Europa-League-Sieger: 2022 (Eintracht Frankfurt)

Kroatien
- Kroatischer Meister: 2021 (Dinamo Zagreb)
- Kroatischer Pokalsieger: 2021 (Dinamo Zagreb)